# Лауниконене, Роже Пятровна
Роже Пятровна Лауниконене (лит. Rože Launikonienė; 1908 год — дата смерти неизвестна) — Герой Социалистического Труда (1958).

## Биография
Родилась в 1908 году в Даугавпилсе. Член КПСС с 1950 года.
В 1944-1952 годах - телятница совхоза "Буткос" Капсукского уезда. 
В 1952-1969 годах - доярка, работница животноводческой фермы колхоза имени Черняховского Капсукского района Литовской ССР.
Досрочно выполнила личные социалистические обязательства и плановые производственные задания Шестой пятилетки (1956—1960) по надою молока. Указом Президиума Верховного Совета СССР от 5 апреля 1958 года удостоена звания Героя Социалистического Труда «за выдающиеся успехи, достигнутые в деле развития сельского хозяйства по производству зерна, картофеля, сахарной свеклы, мяса, молока и других продуктов сельского хозяйства, и внедрение в производство достижений науки и передового опыта» с вручением ордена Ленина и золотой медали Серп и Молот.
Умерла в Литве после 1986 года.